# روبرتو كابرال
روبرتو كابرال (بالإسبانية: Roberto Cabral) هو مدرب كرة قدم ولاعب كرة قدم أرجنتيني، ولد في 18 يونيو 1952 في قرطبة في الأرجنتين. لعب مع إنديبندينتي وبيرتشوت وروزاريو سنترال ونادي كليرمونت 63 ونادي ليل وهوراكان.

## وصلات خارجية
- روبرتو كابرال على موقع قاعدة بيانات كرة القدم.إي يو (الإنجليزية)